# Fjodor Koedrjasjov
Fjodor Vasiljevitsj Koedrjasjov (Russisch: Фёдор Васильевич Кудряшов) (Mamakan, 5 april 1987) is een Russisch voormalig voetballer die doorgaans speelde als linksback. Tussen 2006 en 2024 was hij actief voor Spartak Moskou, FK Chimki, Tom Tomsk, FK Krasnodar, Terek Grozny, FK Rostov, Roebin Kazan, Istanbul Başakşehir, PFK Sotsji, Antalyaspor en Fakel Voronezj. Koedrjasjov maakte in 2016 zijn debuut in het Russisch voetbalelftal en kwam uiteindelijk tot achtenveertig interlandoptredens.

## Clubcarrière
Koedrjasjov begon zijn carrière in de jeugd van Sibirjak Bratsk. In 2006 maakte de verdediger de overstap naar Spartak Moskou. Op 26 november van dat jaar maakte hij zijn competitiedebuut, toen door een doelpunt van Roman Pavljoetsjenko met 0–1 gewonnen werd op bezoek bij Krylja Sovetov Samara. Koedrjasjov mocht in de basis beginnen van coach Vladimir Fedotov, die hem twaalf minuten voor tijd wisselde ten faveure van Andrei Ivanov. Het seizoen erop kreeg hij een paar wedstrijden op rij de kans toen linksback Clemente Rodríguez verhuurd werd. Spartak verhuurde de vleugelverdediger driemaal; in 2008 aan FK Chimki, in 2010 aan Tom Tomsk en in 2011 aan FK Krasnodar.
In de zomer van 2012 liet Koedrjasjov Spartak achter zich, toen hij overgenomen werd door Terek Grozny. Bij Terek speelde hij drieënhalve seizoen, grotendeels als basisspeler. In januari 2016 kocht FK Rostov de linksback. Bij zijn nieuwe club zette Koedrjasjov zijn handtekening onder een verbintenis voor de duur van drie jaar. Na anderhalf jaar maakte de Russisch international de overstap naar Roebin Kazan. Hij tekende voor anderhalf jaar. Na dit contract liet hij Roebin achter zich, om voor anderhalf jaar te tekenen bij Istanbul Başakşehir. Van dit contract zat hij een half jaar uit, waarna speler en club uit elkaar gingen. PFK Sotsji nam Koedrjasjov hierop voor één seizoen onder contract. Bij Sotsji zou hij een half seizoen spelen, voor hij terugkeerde in Turkije en tekende bij Antalyaspor. Medio 2023 nam Fakel Voronezj hem over.
Koedrjasjov besloot in februari 2024 op zesendertigjarige leeftijd een punt te zetten achter zijn actieve loopbaan.

## Clubstatistieken
| Seizoen | Club                | Competitie   | Competitie | Competitie | Beker | Beker | Internationaal | Internationaal | Totaal | Totaal |
| Seizoen | Club                | Competitie   | Wed.       | Dlp.       | Wed.  | Dlp.  | Wed.           | Dlp.           | Wed.   | Dlp.   |
| ------- | ------------------- | ------------ | ---------- | ---------- | ----- | ----- | -------------- | -------------- | ------ | ------ |
| 2006    | Spartak Moskou      | Premjer-Liga | 1          | 0          | 0     | 0     | 0              | 0              | 1      | 0      |
| 2007    | Spartak Moskou      | Premjer-Liga | 7          | 0          | 0     | 0     | 0              | 0              | 7      | 0      |
| 2008    | Spartak Moskou      | Premjer-Liga | 1          | 0          | 0     | 0     | 4              | 0              | 5      | 0      |
| 2008    | → FK Chimki         | Premjer-Liga | 16         | 0          | 1     | 0     | —              | —              | 17     | 0      |
| 2009    | Spartak Moskou      | Premjer-Liga | 7          | 0          | 0     | 0     | 0              | 0              | 7      | 0      |
| 2010    | Spartak Moskou      | Premjer-Liga | 9          | 0          | 0     | 0     | 0              | 0              | 9      | 0      |
| 2010    | → Tom Tomsk         | Premjer-Liga | 10         | 1          | 0     | 0     | —              | —              | 10     | 1      |
| 2011/12 | Spartak Moskou      | Premjer-Liga | 11         | 0          | 3     | 0     | 0              | 0              | 14     | 0      |
| 2011/12 | → FK Krasnodar      | Premjer-Liga | 9          | 0          | 0     | 0     | —              | —              | 9      | 0      |
| 2012/13 | Terek Grozny        | Premjer-Liga | 15         | 0          | 2     | 0     | —              | —              | 17     | 0      |
| 2013/14 | Terek Grozny        | Premjer-Liga | 15         | 0          | 2     | 0     | —              | —              | 17     | 0      |
| 2014/15 | Terek Grozny        | Premjer-Liga | 27         | 0          | 0     | 0     | —              | —              | 27     | 0      |
| 2015/16 | Terek Grozny        | Premjer-Liga | 13         | 0          | 2     | 0     | —              | —              | 15     | 0      |
| 2015/16 | FK Rostov           | Premjer-Liga | 11         | 1          | 0     | 0     | —              | —              | 11     | 1      |
| 2016/17 | FK Rostov           | Premjer-Liga | 24         | 0          | 0     | 0     | 12             | 0              | 36     | 0      |
| 2017/18 | Roebin Kazan        | Premjer-Liga | 26         | 0          | 2     | 0     | —              | —              | 28     | 0      |
| 2018/19 | Roebin Kazan        | Premjer-Liga | 9          | 0          | 1     | 0     | —              | —              | 10     | 0      |
| 2018/19 | Istanbul Başakşehir | Süper Lig    | 8          | 1          | 0     | 0     | —              | —              | 8      | 1      |
| 2019/20 | PFK Sotsji          | Premjer-Liga | 16         | 1          | 0     | 0     | —              | —              | 16     | 1      |
| 2019/20 | Antalyaspor         | Süper Lig    | 17         | 0          | 3     | 0     | —              | —              | 20     | 0      |
| 2020/21 | Antalyaspor         | Süper Lig    | 37         | 0          | 5     | 0     | —              | —              | 42     | 0      |
| 2021/22 | Antalyaspor         | Süper Lig    | 29         | 1          | 4     | 0     | —              | —              | 34     | 1      |
| 2022/23 | Antalyaspor         | Süper Lig    | 13         | 0          | 2     | 0     | —              | —              | 15     | 0      |
| 2023/24 | Fakel Voronezj      | Premjer-Liga | 10         | 0          | 4     | 0     | —              | —              | 14     | 0      |
| Totaal  | Totaal              | Totaal       | 352        | 5          | 31    | 0     | 16             | 0              | 399    | 5      |

## Interlandcarrière
Koedrjasjov maakte in 2016 zijn debuut in het Russisch voetbalelftal. Op 31 augustus van dat jaar werd in een oefenduel met 0–0 gelijkgespeeld tegen Turkije. De vleugelverdediger mocht van bondscoach Stanislav Tsjertsjesov in de basis starten en hij werd tweeëntwintig minuten na rust gewisseld voor Roman Neustädter. De andere debutanten dit duel waren Joeri Gazinski (FK Krasnodar) en Aleksandr Jerochin (eveneens FK Rostov). Koedrjasjov nam in juni 2017 met gastland Rusland deel aan de FIFA Confederations Cup 2017, waar het in de groepsfase werd uitgeschakeld. Koedrjasjov werd in mei 2018 door Tsjertsjesov opgenomen in de selectie van Rusland voor het wereldkampioenschap in eigen land. Rusland haalde de kwartfinale, waarin na strafschoppen verloren werd van Kroatië. In vier van de vijf wedstrijden van Rusland op het WK speelde Koedrjasjov mee. Tijdens zijn negenentwintigste interland kwam Koedrjasjov voor het eerst tot scoren, tegen San Marino. Michele Cevoli maakte een eigen doelpunt en namens Rusland scoorden verder Artjom Dzjoeba (vier keer), Fjodor Smolov (twee keer) en Anton Mirantsjoek, waardoor Rusland met 9–0 won. In mei 2021 werd hij door Tsjertsjesov opgenomen in de selectie van Rusland voor het uitgestelde EK 2020. Op het toernooin werd Rusland uitgeschakeld in de groepsfase na nederlagen tegen België (3–0) en Denemarken (1–4) en een overwinning op Finland (0–1). Koedrjasjov speelde alleen tegen Denemarken mee.
| Interlands van Fjodor Koedrjasjov voor Rusland | Interlands van Fjodor Koedrjasjov voor Rusland | Interlands van Fjodor Koedrjasjov voor Rusland | Interlands van Fjodor Koedrjasjov voor Rusland | Interlands van Fjodor Koedrjasjov voor Rusland | Interlands van Fjodor Koedrjasjov voor Rusland |
| №                                              | Datum                                          | Wedstrijd                                      | Uitslag                                        | Competitie                                     | Goals                                          |
| Als speler bij FK Rostov                       | Als speler bij FK Rostov                       | Als speler bij FK Rostov                       | Als speler bij FK Rostov                       | Als speler bij FK Rostov                       | Als speler bij FK Rostov                       |
| ---------------------------------------------- | ---------------------------------------------- | ---------------------------------------------- | ---------------------------------------------- | ---------------------------------------------- | ---------------------------------------------- |
| 1                                              | 31 augustus 2016                               | Turkije – Rusland                              | 0 – 0                                          | Vriendschappelijk                              |                                                |
| 2                                              | 6 september 2016                               | Rusland – Ghana                                | 1 – 0                                          | Vriendschappelijk                              |                                                |
| 3                                              | 10 november 2016                               | Qatar – Rusland                                | 2 – 1                                          | Vriendschappelijk                              |                                                |
| 4                                              | 15 november 2016                               | Rusland – Roemenië                             | 1 – 0                                          | Vriendschappelijk                              |                                                |
| 5                                              | 24 maart 2017                                  | Rusland – Ivoorkust                            | 0 – 2                                          | Vriendschappelijk                              |                                                |
| 6                                              | 28 maart 2017                                  | Rusland – België                               | 3 – 3                                          | Vriendschappelijk                              |                                                |
| 7                                              | 5 juni 2017                                    | Hongarije – Rusland                            | 0 – 3                                          | Vriendschappelijk                              |                                                |
| 8                                              | 9 juni 2017                                    | Rusland – Chili                                | 1 – 1                                          | Vriendschappelijk                              |                                                |
| 9                                              | 17 juni 2017                                   | Rusland – Nieuw-Zeeland                        | 2 – 0                                          | Confederations Cup 2017                        |                                                |
| 10                                             | 21 juni 2017                                   | Rusland – Portugal                             | 0 – 1                                          | Confederations Cup 2017                        |                                                |
| 11                                             | 24 juni 2017                                   | Rusland – Mexico                               | 2 – 1                                          | Confederations Cup 2017                        |                                                |
| Als speler bij Roebin Kazan                    |                                                |                                                |                                                |                                                |                                                |
| 12                                             | 7 oktober 2017                                 | Rusland – Zuid-Korea                           | 4 – 2                                          | Vriendschappelijk                              |                                                |
| 13                                             | 10 oktober 2017                                | Rusland – Iran                                 | 1 – 1                                          | Vriendschappelijk                              |                                                |
| 14                                             | 11 november 2017                               | Rusland – Argentinië                           | 0 – 1                                          | Vriendschappelijk                              |                                                |
| 15                                             | 14 november 2017                               | Rusland – Spanje                               | 3 – 3                                          | Vriendschappelijk                              |                                                |
| 16                                             | 23 maart 2018                                  | Rusland – Brazilië                             | 0 – 3                                          | Vriendschappelijk                              |                                                |
| 17                                             | 27 maart 2018                                  | Rusland – Frankrijk                            | 1 – 3                                          | Vriendschappelijk                              |                                                |
| 18                                             | 30 mei 2018                                    | Oostenrijk – Rusland                           | 1 – 0                                          | Vriendschappelijk                              |                                                |
| 19                                             | 5 juni 2018                                    | Rusland – Turkije                              | 1 – 1                                          | Vriendschappelijk                              |                                                |
| 20                                             | 19 juni 2018                                   | Rusland – Egypte                               | 3 – 1                                          | WK 2018                                        |                                                |
| 21                                             | 25 juni 2018                                   | Uruguay – Rusland                              | 3 – 0                                          | WK 2018                                        |                                                |
| 22                                             | 1 juli 2018                                    | Spanje – Rusland                               | 1 – 1 (3 – 4 w.n.s.)                           | WK 2018                                        |                                                |
| 23                                             | 7 juli 2018                                    | Rusland – Kroatië                              | 2 – 2 (3 – 4 v.n.s.)                           | WK 2018                                        |                                                |
| 24                                             | 7 september 2018                               | Turkije – Rusland                              | 1 – 2                                          | Nations League 2018/19                         |                                                |
| 25                                             | 14 oktober 2018                                | Rusland – Turkije                              | 2 – 0                                          | Nations League 2018/19                         |                                                |
| 26                                             | 15 november 2018                               | Duitsland – Rusland                            | 3 – 0                                          | Vriendschappelijk                              |                                                |
| Als speler bij Istanbul Başakşehir             |                                                |                                                |                                                |                                                |                                                |
| 27                                             | 21 maart 2019                                  | België – Rusland                               | 3 – 1                                          | EK 2020 kwalificatie                           |                                                |
| 28                                             | 24 maart 2019                                  | Kazachstan – Rusland                           | 0 – 4                                          | EK 2020 kwalificatie                           |                                                |
| 29                                             | 8 juni 2019                                    | Rusland – San Marino                           | 9 – 0                                          | EK 2020 kwalificatie                           | 36'                                            |
| 30                                             | 11 juni 2019                                   | Rusland – Cyprus                               | 1 – 0                                          | EK 2020 kwalificatie                           |                                                |
| Als speler bij PFK Sotsji                      |                                                |                                                |                                                |                                                |                                                |
| 31                                             | 6 september 2019                               | Schotland – Rusland                            | 1 – 2                                          | EK 2020 kwalificatie                           |                                                |
| 32                                             | 9 september 2019                               | Rusland – Kazachstan                           | 1 – 0                                          | EK 2020 kwalificatie                           |                                                |
| 33                                             | 10 oktober 2019                                | Rusland – Schotland                            | 4 – 0                                          | EK 2020 kwalificatie                           |                                                |
| 34                                             | 13 oktober 2019                                | Cyprus – Rusland                               | 0 – 5                                          | EK 2020 kwalificatie                           |                                                |
| 35                                             | 19 november 2019                               | San Marino – Rusland                           | 0 – 5                                          | EK 2020 kwalificatie                           |                                                |
| Als speler bij Antalyaspor                     |                                                |                                                |                                                |                                                |                                                |
| 36                                             | 6 september 2020                               | Hongarije – Rusland                            | 2 – 3                                          | Nations League 2020/21                         |                                                |
| 37                                             | 8 oktober 2020                                 | Rusland – Zweden                               | 1 – 2                                          | Vriendschappelijk                              |                                                |
| 38                                             | 11 oktober 2020                                | Rusland – Turkije                              | 1 – 1                                          | Nations League 2020/21                         |                                                |
| 39                                             | 14 oktober 2020                                | Rusland – Hongarije                            | 0 – 0                                          | Nations League 2020/21                         |                                                |
| 40                                             | 12 november 2020                               | Moldavië – Rusland                             | 0 – 0                                          | Vriendschappelijk                              |                                                |
| 41                                             | 15 november 2020                               | Turkije – Rusland                              | 3 – 2                                          | Nations League 2020/21                         |                                                |
| 42                                             | 27 maart 2021                                  | Rusland – Slovenië                             | 2 – 1                                          | WK 2022 kwalificatie                           |                                                |
| 43                                             | 30 maart 2021                                  | Slowakije – Rusland                            | 2 – 1                                          | WK 2022 kwalificatie                           |                                                |
| 44                                             | 1 juni 2021                                    | Polen – Rusland                                | 1 – 1                                          | Vriendschappelijk                              |                                                |
| 45                                             | 21 juni 2021                                   | Rusland – Denemarken                           | 1 – 4                                          | EK 2020                                        |                                                |
| 46                                             | 8 oktober 2021                                 | Rusland – Slowakije                            | 1 – 0                                          | WK 2022 kwalificatie                           |                                                |
| 47                                             | 11 oktober 2021                                | Slovenië – Rusland                             | 1 – 2                                          | WK 2022 kwalificatie                           |                                                |
| 48                                             | 14 november 2021                               | Kroatië – Rusland                              | 1 – 0                                          | WK 2022 kwalificatie                           |                                                |